# Vauxtin
Vauxtin ist eine französische Gemeinde mit 44 Einwohnern (Stand 1. Januar 2022) im Département Aisne in der Region Hauts-de-France. Sie gehört zum Arrondissement Soissons, zum Kanton Fère-en-Tardenois und zum Gemeindeverband Val de l’Aisne.

## Lage
Die Gemeinde Vauxtin liegt auf einem Plateau zwischen den Flusstälern von Aisne und Vesle, 20 Kilometer östlich von Saint-Quentin. Nachbargemeinden von Vauxtin sind Dhuizel im Norden, Paars im Osten und Süden sowie Courcelles-sur-Vesle im Westen.

## Bevölkerungsentwicklung
| Jahr                       | 1962 | 1968 | 1975 | 1982 | 1990 | 1999 | 2006 | 2015 | 2022 |
| Einwohner                  | 41   | 37   | 45   | 32   | 36   | 51   | 51   | 42   | 44   |
| Quellen: Cassini und INSEE |      |      |      |      |      |      |      |      |      |

## Sehenswürdigkeiten

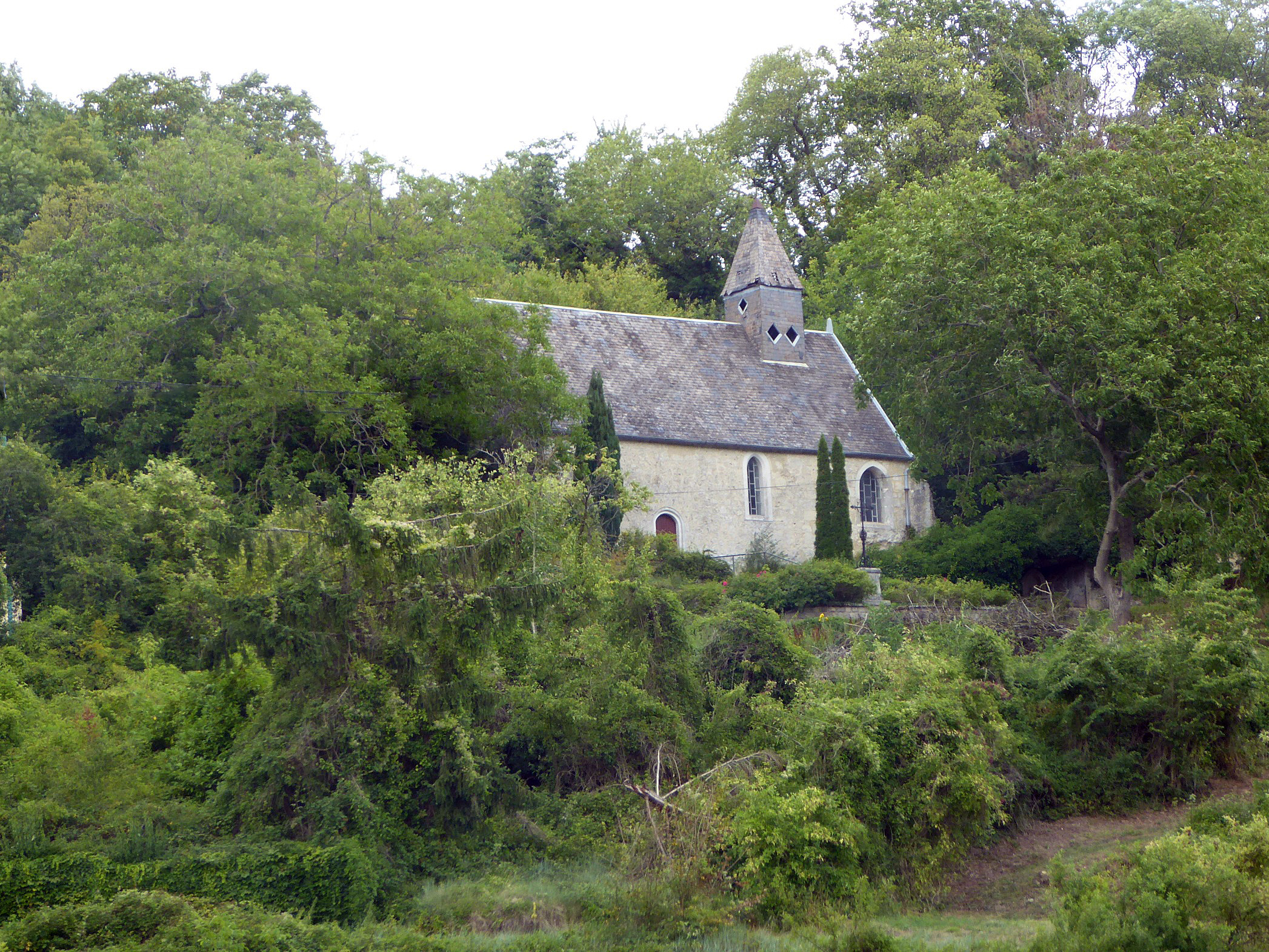
Kirche Sainte-Marguerite

- Kirche Sainte-Marguerite